# イグナシオ・アジェンデ
イグナシオ・ホセ・デ・アジェンデ・イ・ウンサーガ（西:Ignacio José de Allende y Unzaga, 1769年1月21日-1811年6月26日）は、メキシコ独立革命に共鳴したスペインの大尉である。ホセーファ・オルティス・デ・ドミンゲスと密かに関わっており、ミゲル・イダルゴと共闘したが、スペイン軍に捕えられ、外患罪に処された。

## 経歴
アジェンデは1769年1月21日にヌエバ・エスパーニャのグアナフアト州に裕福なスペイン系のクリオーリョで貿易商のドミンゴ・ナルシソ・デ・アジェンデの子供として生まれた。
1802年にアジェンデはフェリックス・マリア・カジェハ・デル・レイ率いるヌエバ・エスパーニャ総督軍に入隊した。1806年にはスペインからの独立を模索し始め、バジャドリード（現在のモレリア）での密会に参加していたが、1809年に発覚し、解雇された。その後もメキシコ独立運動の後援をし、ケレタロ市長ミゲル・ドミンゲスや彼の妻ホセーファ・オルティス・デ・ドミンゲスと独立の計画を練っていた。また、この密会の中で彼はミゲル・イダルゴやイダルゴの上官のフアン・アルダーマと出会った。
独立計画はアジェンデとアルダーマを中心に行動する事となったが、仲間内での同意を得るよりも前にイダルゴがかの有名なドローレスの叫びを行った事によって、イダルゴを中心としてメキシコ独立革命が勃発した。叛乱軍はすぐにドローレス周辺を占領し、アジェンデはサン・ミゲル・エル・グランデでの戦闘に参加し、騎兵隊からの援助を受けた。そして1810年9月22日、イダルゴは革命軍を公式に組織し、アジェンデを中将に任命した。アロンディガ・デ・グラナディータスで政府軍を包囲し、続くモンテ・デ・ラス・クルセスの戦いでの勝利で名声を挙げたアジェンデはイダルゴにメキシコシティの包囲を提案した。その結果としてカルデロン橋の戦いでも勝利を収め、今迄の数々の功績からイダルゴに代わって、叛乱軍の首長に躍り出た。その後は兵力消耗の回復による膠着状態の打破を目指すべく、アメリカ合衆国に撤兵し、金銭、武器、軍隊の補給をした。然し、アメリカ合衆国からの帰途、叛乱軍はイグナシオ・エリソンドの裏切りにより待伏せを食らった。そして、アジェンデやイダルゴはスペイン軍に捕えられた。
アジェンデはその後、1811年6月26日にチワワで銃殺隊により処刑された後、斬首された。彼の首はアロンディガ・デ・グラナディータスに運ばれた。そして、1824年に彼は政府によって聖堂の地下に埋められた。1925年にはメキシコシティ改革通り（レフォルマ通り）にあるモニュメントの独立記念柱（Columna de la Independencia、エル・アンヘル）に移送されて今に至る。

## 功績
メキシコ独立革命での活躍を顕彰し、現在に於いても「アジェンデ」の名前を冠する都市がメキシコ国内に複数存在している。1972年から発行されていた50ペソ紙幣に肖像が使用されていた。